# Mistrzowie strongman: Francja
Mistrzowie strongman: Francja (L'homme le plus fort de France) – doroczne, indywidualne zawody siłaczy, organizowane we Francji.

## Mistrzowie
| Rok  | Mistrz            |
| ---- | ----------------- |
| 2001 | Jean-Marc Tocaven |
| 2002 | Didier Rolland    |
| 2003 | Didier Rolland    |
| 2004 | Yannick Olivier   |
| 2005 | Stéphane Bellery  |
| 2006 | Yannick Olivier   |
| 2007 | Yannick Olivier   |
| 2008 | Stéphane Bellery  |
| 2009 | Stéphane Bellery  |

| Rok  | Mistrz      | Wicemistrz     | Drugi Wicemistrz |
| ---- | ----------- | -------------- | ---------------- |
| 2010 | Morgan Aste | Didier Rolland | Christophe Demal |